# Кодекс кілера (фільм)
«Кодекс кілера» (англ. The Protégé, букв. «Протеже») — американський трилер режисера Мартіна Кемпбелла за сценарієм Річарда Вінка. У ролях Майкл Кітон, Меггі К'ю та Семюель Л. Джексон.
Колись професійний кілер Муді підібрав уцілілу в різанині в’єтнамську дівчинку і виховав із неї відмінну помічницю. Через роки Анна, чий рахунок замовних убивств налічує десятки найскладніших завдань, втрачає названого батька та використовує свої навички для боротьби із головним противником – Рембрандтом, який працює на таємничого господаря.
Реліз фільму відбувся 20 серпня 2021 року.

## У ролях
| Актор              | Роль        |
| ------------------ | ----------- |
| Меггі К'ю          | Анна Даттон |
| Майкл Кітон        | Рембрандт   |
| Семюель Л. Джексон | Муді Даттон |
| Роберт Патрік      | Біллі Бой   |
| Патрік Малахайд    | Вол         |
| Девід Рінтул       | Едвард Хейс |

## Виробництво
У жовтні 2017 року було оголошено, що Ґун Лі приєдналась до акторського складу фільму з робочою назвою «Ana», а режисером та сценаристом виступлять Мартін Кемпбелл та Річард Венк відповідно. У листопаді 2019 року було оголошено, що Майкл Кітон, Семюел Л. Джексон і Меггі К'ю приєдналися до акторського складу фільму.

## Випуск
Реліз фільму відбувся Lionsgate Films 20 серпня 2021 року.

## Зовнішні посилання
- Кодекс кілера на сайті IMDb (англ.)